# Concert du nouvel an 2006 à Vienne
Le concert du nouvel an 2006 de l'orchestre philharmonique de Vienne, qui a lieu le 1er janvier 2006, est le 66e concert du nouvel an donné au Musikverein, à Vienne, en Autriche. Il est dirigé pour la première fois par un chef d'orchestre letton, Mariss Jansons.
C'est la seconde et dernière fois après 1991 qu'une œuvre de Mozart y est interprétée : l'ouverture des Noces de Figaro.
Six pièces sur les vingt-trois au total sont jouées pour la première fois au concert du nouvel an, dont une en ouverture.

## Programme

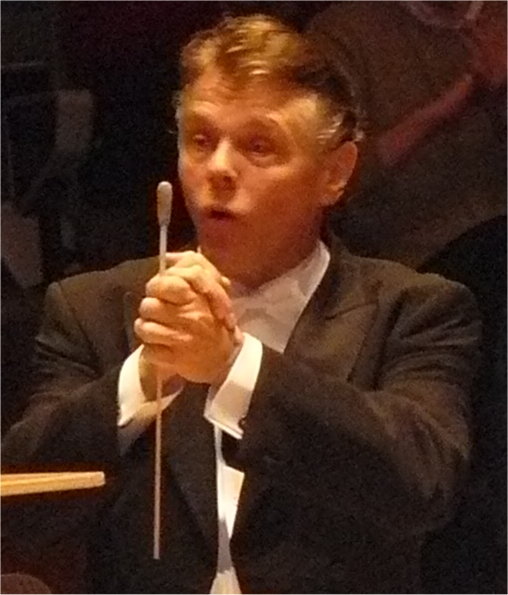
Le chef Mariss jansons (en 2008)

Les pièces suivies d'un astérisque (*) sont jouées pour la première fois.

### Première partie
1. Johann Strauss II : Auf’s Korn, marche, op. 478*
2. Johann Strauss II : Voix du printemps, valse, op. 410
3. Johann Strauss II : Diplomaten-Polka, polka française, op. 448
4. Josef Strauss : Eingesendet, polka rapide, op. 240
5. Johann Strauss II : Lob der Frauen, polka-mazurka, op. 315
6. Johann Strauss II : Künstlerleben, valse, op. 316
7. Josef Strauss : Ohne Sorgen, polka rapide, op. 271

### Deuxième partie
1. Johann Strauss II : marche d'entrée de l'opérette Der Zigeunerbaron
2. Wolfgang Amadeus Mozart : ouverture des Noces de Figaro, KV 492*
3. Joseph Lanner : Die Mozartisten, valse, op.196*
4. Johann Strauss II : Liebesbotschaft, galop*
5. Johann Strauss II : Neue Pizzicato-Polka, op. 449
6. Johann Strauss II : Künstler-Quadrille, op. 201*
7. Johann Strauss II : Spanischer Marsch, op. 433
8. Johann Strauss II : Du und Du, valse, op. 367
9. Johann Strauss II : Im Krapfenwald’l, polka française, op. 336
10. Johann Strauss II : Furioso-Polka, quasi-galopp, op. 260
11. Eduard Strauss : Telephon, polka française, op. 165*
12. Johann Strauss II : Lagunen-Walzer, valse, op. 411
13. Johann Strauss II : Éljen a Magyar!, polka rapide, op. 332

### Rappels
1. Johann Strauss II : Banditen-Galopp, op. 378
2. Johann Strauss II : Le Beau Danube bleu, valse, op. 314
3. Johann Strauss : Marche de Radetzky, op. 228